# Unaí
Unaí es un municipio brasileño del estado de Minas Gerais. Su población estimada en 2018 es de 83 808 habitantes, según el Instituto Brasileño de Geografía y Estadística (IBGE).
La localidad fue fundada en 1873 con el nombre de Rio Preto (en español, «Río Negro») y, en 1943 fue elevada a ciudad y su nombre cambiado a Unaí.

## Toponimia
La palabra Unaí que designa el nombre del municipio es un anagrama hecho a partir de la palabra tupí-guaraní «Iuna», nombre dados por los nativos al río que corta la región, cuyo significado es «agua oscura». Esta fue la solución dada por los pobladores de la región para evitar confusión con nombres de otras ciudades, que ya habían utilizado el término, como el caso de Rio Preto.

## Clima
Según la clasificación climática de Köppen, el municipio se encuentra en el clima tropical seco Aw. Las temperaturas varían entre máximas de 31 °C y mínimas de 18 °C. La temperatura media anual es de 24 °C. El índice pluviométrico es de aproximadamente 1 400 milímetros (mm).
Según datos del Instituto Nacional de Meteorología (INMET), referentes al período de 1978 a 1984, 1986 a 1989 y a partir de 1991, la menor temperatura registrada en Unaí fue de 5,1 °C en los días 21 de julio de 1981, 29 de julio de 1988 y 18 de julio de 2000, y la mayor alcanzó 42,5 °C el 22 de octubre de 2015. Esta temperatura máxima histórica fue superada por la máxima absoluta de 42,6 °C registrada en seis ocasiones, dos en octubre de 2020, los días 8 y 9, y las otras en 2023, los días 26 de septiembre y 14, 15 y 17 de noviembre.   El mayor acumulado de precipitación en 24 horas fue de 222,8 mm el 2 de febrero de 2005. Diciembre de 1989, con 726,5 mm, fue el mes de mayor precipitación.